# Copa Libertadores 2010
Die Copa Libertadores 2010, aufgrund des Sponsorings der Bankengruppe Santander auch Copa Santander Libertadores, war die 51. Auflage des wichtigsten südamerikanischen Fußballwettbewerbs für Vereinsmannschaften. In dieser Saison nahmen 40 Mannschaften aus den 10 Mitgliedsverbänden der CONMEBOL und aus Mexiko teil, da zwei mexikanische Klubs, die in der Vorsaison aufgrund der Influenza-Pandemie aus dem Wettbewerb ausscheiden mussten, automatisch zwei Startplätze im Achtelfinale erhielten. Das Turnier begann am 26. Januar mit der Qualifikationsrunde und endete am 18. Juli mit dem Finalrückspiel.

## Teilnehmende Mannschaften
Die folgenden Mannschaften nehmen an der Copa Libertadores 2010 teil. Da Estudiantes de La Plata als Titelverteidiger automatisch dabei ist, durfte Argentinien sechs statt der üblichen fünf Starter zum Turnier schicken, wobei zwei in die Qualifikation mussten. Mexiko, das eigentlich der CONCACAF angehört, sendete nach Einladung fünf Mannschaften zum Turnier, zwei waren direkt für das Achtelfinale qualifiziert, da sie sich 2009 aufgrund der Influenza-Pandemie zurückziehen mussten. Die Mannschaften, die sich erst noch für die Hauptrunde qualifizieren mussten, sind in der Tabelle mit einem (Q) gekennzeichnet.
| Land                                | Verein                      | Qualifikationsgrund                                                            |
| ----------------------------------- | --------------------------- | ------------------------------------------------------------------------------ |
| Argentinien 5 + 1 Startplätze       | Estudiantes de La Plata     | Titelverteidiger                                                               |
| Argentinien 5 + 1 Startplätze       | CA Vélez Sársfield          | Meister der Clausura 2009                                                      |
| Argentinien 5 + 1 Startplätze       | CA Banfield                 | Meister der Apertura 2009                                                      |
| Argentinien 5 + 1 Startplätze       | CA Lanús                    | Erster in der kombinierten Tabelle der zwei letzten Spielzeiten (ohne Meister) |
| Argentinien 5 + 1 Startplätze       | CA Colón (Q)                | Zweiter in der kombinierten Tabelle (ohne Meister)                             |
| Argentinien 5 + 1 Startplätze       | Newell’s Old Boys (Q)       | Dritter in der kombinierten Tabelle (ohne Meister)                             |
| Bolivien 3 Startplätze              | Club Bolívar                | Meister der Apertura 2009                                                      |
| Bolivien 3 Startplätze              | Club Blooming               | Meister der Clausura 2009                                                      |
| Bolivien 3 Startplätze              | Real Potosí (Q)             | Sieger der Play-offs 2009                                                      |
| Brasilien 5 Startplätze             | SC Corinthians              | Pokalsieger 2009                                                               |
| Brasilien 5 Startplätze             | CR Flamengo                 | Meister 2009                                                                   |
| Brasilien 5 Startplätze             | SC Internacional            | Zweiter 2009                                                                   |
| Brasilien 5 Startplätze             | FC São Paulo                | Dritter 2009                                                                   |
| Brasilien 5 Startplätze             | Cruzeiro EC (Q)             | Vierter 2009                                                                   |
| Chile 3 Startplätze                 | CF Universidad de Chile     | Meister der Apertura 2009                                                      |
| Chile 3 Startplätze                 | CSD Colo-Colo               | Meister der Clausura 2009                                                      |
| Chile 3 Startplätze                 | CD Universidad Católica (Q) | Erster in Runde 1 der Clausura (ohne Meister)                                  |
| Ecuador 3 Startplätze               | Deportivo Quito             | Meister 2009                                                                   |
| Ecuador 3 Startplätze               | Deportivo Cuenca            | Zweiter 2009                                                                   |
| Ecuador 3 Startplätze               | CS Emelec (Q)               | Dritter 2009                                                                   |
| Kolumbien 3 Startplätze             | Once Caldas                 | Meister der Apertura 2009                                                      |
| Kolumbien 3 Startplätze             | Independiente Medellín      | Meister der Finalización 2009                                                  |
| Kolumbien 3 Startplätze             | Atlético Junior (Q)         | Erster in der Gesamttabelle 2009                                               |
| Mexiko (CONCACAF) 3 + 2 Einladungen | Monarcas Morelia            | Dritter der regulären Saison der Apertura 2009                                 |
| Mexiko (CONCACAF) 3 + 2 Einladungen | CF Monterrey                | Sieger der InterLiga 2010                                                      |
| Mexiko (CONCACAF) 3 + 2 Einladungen | CD Estudiantes Tecos (Q)    | Zweiter der InterLiga 2010                                                     |
| Mexiko (CONCACAF) 3 + 2 Einladungen | Deportivo Guadalajara       | Spezialeinladung weil aus Copa Libertadores 2009 zurückgezogen                 |
| Mexiko (CONCACAF) 3 + 2 Einladungen | San Luis FC                 | Spezialeinladung weil aus Copa Libertadores 2009 zurückgezogen                 |
| Paraguay 3 Startplätze              | Club Cerro Porteño          | Meister der Apertura 2009                                                      |
| Paraguay 3 Startplätze              | Club Nacional               | Meister der Clausura 2009                                                      |
| Paraguay 3 Startplätze              | Club Libertad (Q)           | Erster in der Gesamttabelle 2009                                               |
| Peru 3 Startplätze                  | Universitario de Deportes   | Meister 2009                                                                   |
| Peru 3 Startplätze                  | Alianza Lima                | Zweiter 2009                                                                   |
| Peru 3 Startplätze                  | Juan Aurich (Q)             | Dritter 2009                                                                   |
| Uruguay 3 Startplätze               | Nacional Montevideo         | Meister 2009                                                                   |
| Uruguay 3 Startplätze               | Club Atlético Cerro         | Gewinner der Liguilla Pre-Libertadores 2009                                    |
| Uruguay 3 Startplätze               | Racing Club Montevideo (Q)  | Zweiter der Liguilla Pre-Libertadores 2009                                     |
| Venezuela 3 Startplätze             | FC Caracas                  | Meister 2009                                                                   |
| Venezuela 3 Startplätze             | Deportivo Italia            | Finalist 2009                                                                  |
| Venezuela 3 Startplätze             | Deportivo Táchira FC (Q)    | Zweiter in der Gesamttabelle 2009                                              |

## Modus
Bei Punktgleichheit in der Gruppenphase war die Tordifferenz für das Weiterkommen maßgebend, dann die Anzahl der erzielten Tore, danach die der auswärts erzielten Treffer. Waren auch diese gleich, entschied das Los. In den K.-o.-Runden galt bei Punkt- und Torgleichheit ebenfalls die Auswärtstorregel. War deren Anzahl gleich folgte ohne Verlängerung sofort ein Elfmeterschießen. Lediglich im Finale gab es bei unentschiedenem Spielstand nach 90 Minuten vor dem Elfmeterschießen noch eine Verlängerung.

## Qualifikation
Die Hinspiele finden vom 26. bis 28. Januar 2010 statt (Ortszeit), die Rückspiele vom 2. bis 10. Februar. Das erstgenannte Team hat im Hinspiel Heimrecht, das zweite im Rückspiel.
|                      | Gesamt          |                         | Hinspiel | Rückspiel |
| -------------------- | --------------- | ----------------------- | -------- | --------- |
| Deportivo Táchira FC | 2:3             | Club Libertad           | 1:0      | 1:3       |
| Juan Aurich          | 4:1             | CD Estudiantes Tecos    | 2:0      | 2:1       |
| CA Colón             | 5:5 (3:5 i. E.) | CD Universidad Católica | 3:2      | 2:3       |
| Real Potosí          | 1:8             | Cruzeiro EC             | 1:1      | 0:7       |
| Newell’s Old Boys    | 1:2             | CS Emelec               | 0:0      | 1:2       |
| Atlético Junior      | 2:4             | Racing Club Montevideo  | 2:2      | 0:2       |

## Gruppenphase

### Gruppe 1
| Pl. | Verein                 | Sp. | S | U | N | Tore    | Diff. | Punkte |
| --- | ---------------------- | --- | - | - | - | ------- | ----- | ------ |
| 1.  | SC Corinthians         | 6   | 5 | 1 | 0 | 009:300 | +6    | 16     |
| 2.  | Racing Club Montevideo | 6   | 2 | 2 | 2 | 004:500 | −1    | 08     |
| 3.  | Independiente Medellín | 6   | 1 | 3 | 2 | 003:400 | −1    | 06     |
| 4.  | Club Cerro Porteño     | 6   | 0 | 2 | 4 | 003:700 | −4    | 02     |

| 11. Februar 2010       |     |                                                        |
| Club Cerro Porteño     | 1:1 | Independiente Medellín \| Estadio Defensores del Chaco |
| 24. Februar 2010       |     |                                                        |
| SC Corinthians         | 2:1 | Racing Club Montevideo \| Estádio do Pacaembu          |
| 9. März 2010           |     |                                                        |
| Racing Club Montevideo | 2:1 | Club Cerro Porteño \| Parque Central                   |
| 10. März 2010          |     |                                                        |
| Independiente Medellín | 1:1 | SC Corinthians \| El Campín                            |
| 17. März 2010          |     |                                                        |
| Club Cerro Porteño     | 0:1 | SC Corinthians \| Estadio Defensores del Chaco         |
| 18. März 2010          |     |                                                        |
| Independiente Medellín | 0:0 | Racing Club Montevideo \| Estadio Palogrande           |
| 25. März 2010          |     |                                                        |
| Racing Club Montevideo | 1:0 | Independiente Medellín \| Parque Central               |
| 1. April 2010          |     |                                                        |
| SC Corinthians         | 2:1 | Club Cerro Porteño \| Estádio do Pacaembu              |
| 8. April 2010          |     |                                                        |
| Independiente Medellín | 1:0 | Club Cerro Porteño \| Estadio Atanasio Girardot        |
| 14. April 2010         |     |                                                        |
| Racing Club Montevideo | 0:2 | SC Corinthians \| Parque Central                       |
| 22. April 2010         |     |                                                        |
| Club Cerro Porteño     | 0:0 | Racing Club Montevideo \| Estadio Defensores del Chaco |
| SC Corinthians         | 1:0 | Independiente Medellín \| Estádio do Pacaembu          |

### Gruppe 2
| Pl. | Verein        | Sp. | S | U | N | Tore    | Diff. | Punkte |
| --- | ------------- | --- | - | - | - | ------- | ----- | ------ |
| 1.  | FC São Paulo  | 6   | 4 | 1 | 1 | 009:200 | +7    | 13     |
| 2.  | Once Caldas   | 6   | 3 | 2 | 1 | 008:500 | +3    | 11     |
| 3.  | CF Monterrey  | 6   | 1 | 3 | 2 | 005:800 | −3    | 06     |
| 4.  | Club Nacional | 6   | 1 | 0 | 5 | 003:100 | −7    | 03     |

| 9. Februar 2010  |     |                                              |
| Club Nacional    | 0:2 | Once Caldas \| Estadio Defensores del Chaco  |
| 10. Februar 2010 |     |                                              |
| FC São Paulo     | 2:0 | CF Monterrey \| Estádio do Morumbi           |
| 24. Februar 2010 |     |                                              |
| CF Monterrey     | 2:1 | Club Nacional \| Estadio Tecnológico         |
| 25. Februar 2010 |     |                                              |
| Once Caldas      | 2:1 | FC São Paulo \| Estadio Palogrande           |
| 10. März 2010    |     |                                              |
| Once Caldas      | 1:1 | CF Monterrey \| Estadio Palogrande           |
| 11. März 2010    |     |                                              |
| Club Nacional    | 0:2 | FC São Paulo \| Estadio Defensores del Chaco |
| 17. März 2010    |     |                                              |
| CF Monterrey     | 2:2 | Once Caldas \| Estadio Tecnológico           |
| 18. März 2010    |     |                                              |
| FC São Paulo     | 3:0 | Club Nacional \| Estádio do Morumbi          |
| 31. März 2010    |     |                                              |
| CF Monterrey     | 0:0 | FC São Paulo \| Estadio Tecnológico          |
| 1. April 2010    |     |                                              |
| Once Caldas      | 1:0 | Club Nacional \| Estadio Palogrande          |
| 21. April 2010   |     |                                              |
| Club Nacional    | 2:0 | CF Monterrey \| Estadio Defensores del Chaco |
| FC São Paulo     | 1:0 | Once Caldas \| Estádio do Morumbi            |

### Gruppe 3
| Pl. | Verein                  | Sp. | S | U | N | Tore    | Diff. | Punkte |
| --- | ----------------------- | --- | - | - | - | ------- | ----- | ------ |
| 1.  | Estudiantes de La Plata | 6   | 4 | 1 | 1 | 011:500 | +6    | 13     |
| 2.  | Alianza Lima            | 6   | 4 | 0 | 2 | 012:700 | +5    | 12     |
| 3.  | Juan Aurich             | 6   | 2 | 0 | 4 | 007:130 | −6    | 06     |
| 4.  | Club Bolívar            | 6   | 1 | 1 | 4 | 003:800 | −5    | 04     |

| 10. Februar 2010        |     |                                                         |
| Club Bolívar            | 1:3 | Alianza Lima \| Estadio Hernando Siles                  |
| 11. Februar 2010        |     |                                                         |
| Estudiantes de La Plata | 5:1 | Juan Aurich \| El Centenario                            |
| 18. Februar 2010        |     |                                                         |
| Alianza Lima            | 4:1 | Estudiantes de La Plata \| Estadio Alejandro Villanueva |
| 24. Februar 2010        |     |                                                         |
| Juan Aurich             | 2:0 | Club Bolívar \| Estadio Elías Aguirre                   |
| 9. März 2010            |     |                                                         |
| Club Bolívar            | 0:0 | Estudiantes de La Plata \| Estadio Hernando Siles       |
| 10. März 2010           |     |                                                         |
| Alianza Lima            | 2:0 | Juan Aurich \| Estadio Alejandro Villanueva             |
| 16. März 2010           |     |                                                         |
| Juan Aurich             | 4:2 | Alianza Lima \| Estadio Elías Aguirre                   |
| 23. März 2010           |     |                                                         |
| Estudiantes de La Plata | 2:0 | Club Bolívar \| El Centenario                           |
| 30. März 2010           |     |                                                         |
| Juan Aurich             | 0:2 | Estudiantes de La Plata \| Estadio Elías Aguirre        |
| 8. April 2010           |     |                                                         |
| Alianza Lima            | 1:0 | Club Bolívar \| Estadio Alejandro Villanueva            |
| 20. April 2010          |     |                                                         |
| Club Bolívar            | 2:0 | Juan Aurich \| Estadio Hernando Siles                   |
| Estudiantes de La Plata | 1:0 | Alianza Lima \| El Centenario                           |

### Gruppe 4
| Pl. | Verein                    | Sp. | S | U | N | Tore    | Diff. | Punkte |
| --- | ------------------------- | --- | - | - | - | ------- | ----- | ------ |
| 1.  | Club Libertad             | 6   | 3 | 3 | 0 | 010:300 | +7    | 12     |
| 2.  | Universitario de Deportes | 6   | 2 | 4 | 0 | 005:200 | +3    | 10     |
| 3.  | CA Lanús                  | 6   | 2 | 2 | 2 | 006:600 | ±0    | 08     |
| 4.  | Club Blooming             | 6   | 0 | 1 | 5 | 003:130 | −10   | 01     |

| 9. Februar 2010           |     |                                                                          |
| CA Lanús                  | 0:2 | Club Libertad \| Estadio Ciudad de Lanús – Néstor Díaz Pérez             |
| 11. Februar 2010          |     |                                                                          |
| Club Blooming             | 1:2 | Universitario de Deportes \| Estadio Ramón Tahuichi Aguilera             |
| 16. Februar 2010          |     |                                                                          |
| Club Libertad             | 4:0 | Club Blooming \| Estadio Defensores del Chaco                            |
| 17. Februar 2010          |     |                                                                          |
| Universitario de Deportes | 2:0 | CA Lanús \| Estadio Monumental                                           |
| 25. Februar 2010          |     |                                                                          |
| Club Blooming             | 1:4 | CA Lanús \| Estadio Ramón Tahuichi Aguilera                              |
| Universitario de Deportes | 0:0 | Club Libertad \| Estadio Monumental "U"\|Estadio Monumental              |
| 23. März 2010             |     |                                                                          |
| Club Libertad             | 1:1 | Universitario de Deportes \| Estadio Defensores del Chaco                |
| 24. März 2010             |     |                                                                          |
| CA Lanús                  | 1:0 | Club Blooming \| Estadio Ciudad de Lanús – Néstor Díaz Pérez             |
| 30. März 2010             |     |                                                                          |
| Club Libertad             | 1:1 | CA Lanús \| Estadio Defensores del Chaco                                 |
| 6. April 2010             |     |                                                                          |
| Universitario de Deportes | 0:0 | Club Blooming \| Estadio Monumental "U"\|Estadio Monumental              |
| 15. April 2010            |     |                                                                          |
| Club Blooming             | 1:2 | Club Libertad \| Estadio Ramón Tahuichi Aguilera                         |
| CA Lanús                  | 0:0 | Universitario de Deportes \| Estadio Ciudad de Lanús – Néstor Díaz Pérez |

### Gruppe 5
| Pl. | Verein              | Sp. | S | U | N | Tore    | Diff. | Punkte |
| --- | ------------------- | --- | - | - | - | ------- | ----- | ------ |
| 1.  | SC Internacional    | 6   | 3 | 3 | 0 | 008:200 | +6    | 12     |
| 2.  | Deportivo Quito     | 6   | 3 | 1 | 2 | 005:700 | −2    | 10     |
| 3.  | Club Atlético Cerro | 6   | 2 | 2 | 2 | 005:500 | ±0    | 08     |
| 4.  | CS Emelec           | 6   | 0 | 2 | 4 | 002:600 | −4    | 02     |

| 9. Februar 2010     |     |                                                   |
| Club Atlético Cerro | 2:0 | Deportivo Quito \| Estadio Centenario             |
| 23. Februar 2010    |     |                                                   |
| SC Internacional    | 2:1 | CS Emelec \| Estádio Beira-Rio                    |
| 11. März 2010       |     |                                                   |
| CS Emelec           | 1:2 | Club Atlético Cerro \| Estadio George Capwell     |
| Deportivo Quito     | 1:1 | SC Internacional \| Estadio Olímpico Atahualpa    |
| 18. März 2010       |     |                                                   |
| Club Atlético Cerro | 0:0 | SC Internacional \| Estadio Atilio Paiva Olivera  |
| 25. März 2010       |     |                                                   |
| Deportivo Quito     | 1:0 | CS Emelec \| Estadio Olímpico Atahualpa           |
| 31. März 2010       |     |                                                   |
| SC Internacional    | 2:0 | Club Atlético Cerro \| Estádio Beira-Rio          |
| 1. April 2010       |     |                                                   |
| CS Emelec           | 0:1 | Deportivo Quito \| Estadio George Capwell         |
| 13. April 2010      |     |                                                   |
| Deportivo Quito     | 2:1 | Club Atlético Cerro \| Estadio Olímpico Atahualpa |
| 14. April 2010      |     |                                                   |
| CS Emelec           | 0:0 | SC Internacional \| Estadio George Capwell        |
| 22. April 2010      |     |                                                   |
| SC Internacional    | 3:0 | Deportivo Quito \| Estádio Beira-Rio              |
| Club Atlético Cerro | 0:0 | CS Emelec \| Estadio Luis Tróccoli                |

### Gruppe 6
| Pl. | Verein              | Sp. | S | U | N | Tore    | Diff. | Punkte |
| --- | ------------------- | --- | - | - | - | ------- | ----- | ------ |
| 1.  | Nacional Montevideo | 6   | 3 | 3 | 0 | 009:400 | +5    | 12     |
| 2.  | CA Banfield         | 6   | 3 | 2 | 1 | 013:800 | +5    | 11     |
| 3.  | Monarcas Morelia    | 6   | 1 | 2 | 3 | 004:800 | −4    | 05     |
| 4.  | Deportivo Cuenca    | 6   | 1 | 1 | 4 | 007:130 | −6    | 04     |

| 10. Februar 2010    |     |                                                          |
| CA Banfield         | 2:1 | Monarcas Morelia \| Estadio Florencio Sola               |
| 11. Februar 2010    |     |                                                          |
| Nacional Montevideo | 3:2 | Deportivo Cuenca \| Parque Central                       |
| 17. Februar 2010    |     |                                                          |
| Deportivo Cuenca    | 1:4 | CA Banfield \| Estadio Alejandro Serrano Aguilar         |
| 23. Februar 2010    |     |                                                          |
| Monarcas Morelia    | 0:0 | Nacional Montevideo \| Estadio Morelos                   |
| 9. März 2010        |     |                                                          |
| Deportivo Cuenca    | 2:0 | Monarcas Morelia \| Estadio Alejandro Serrano Aguilar    |
| 10. März 2010       |     |                                                          |
| Nacional Montevideo | 2:2 | CA Banfield \| Parque Central                            |
| 16. März 2010       |     |                                                          |
| CA Banfield         | 0:2 | Nacional Montevideo \| Estadio Florencio Sola            |
| Monarcas Morelia    | 2:1 | Deportivo Cuenca \| Estadio Morelos                      |
| 31. März 2010       |     |                                                          |
| Monarcas Morelia    | 1:1 | CA Banfield \| Estadio Morelos                           |
| 7. April 2010       |     |                                                          |
| Deportivo Cuenca    | 0:0 | Nacional Montevideo \| Estadio Alejandro Serrano Aguilar |
| 21. April 2010      |     |                                                          |
| Nacional Montevideo | 2:0 | Monarcas Morelia \| Parque Central                       |
| CA Banfield         | 4:1 | Deportivo Cuenca \| Estadio Florencio Sola               |

### Gruppe 7
| Pl. | Verein             | Sp. | S | U | N | Tore    | Diff. | Punkte |
| --- | ------------------ | --- | - | - | - | ------- | ----- | ------ |
| 1.  | CA Vélez Sársfield | 6   | 4 | 1 | 1 | 010:500 | +5    | 13     |
| 2.  | Cruzeiro EC        | 6   | 3 | 2 | 1 | 012:600 | +6    | 11     |
| 3.  | CSD Colo-Colo      | 6   | 2 | 2 | 2 | 008:100 | −2    | 08     |
| 4.  | Deportivo Italia   | 6   | 0 | 1 | 5 | 004:130 | −9    | 01     |

| 10. Februar 2010 |     |                                                            |
| Vélez Sársfield  | 2:0 | Cruzeiro EC \| Estadio José Amalfitani                     |
| 16. Februar 2010 |     |                                                            |
| CSD Colo-Colo    | 1:0 | Deportivo Italia \| Estadio Monumental (Santiago de Chile) |
| 23. Februar 2010 |     |                                                            |
| Deportivo Italia | 0:1 | Vélez Sársfield \| Estadio Olímpico UCV                    |
| 24. Februar 2010 |     |                                                            |
| Cruzeiro EC      | 4:1 | CSD Colo-Colo \| Mineirão                                  |
| 11. März 2010    |     |                                                            |
| Deportivo Italia | 2:2 | Cruzeiro EC \| Estadio Olímpico UCV                        |
| 16. März 2010    |     |                                                            |
| CSD Colo-Colo    | 1:1 | Vélez Sársfield \| Estadio Monumental (Santiago de Chile)  |
| 24. März 2010    |     |                                                            |
| Cruzeiro EC      | 2:0 | Deportivo Italia \| Mineirão                               |
| 25. März 2010    |     |                                                            |
| Vélez Sársfield  | 2:1 | CSD Colo-Colo \| Estadio José Amalfitani                   |
| 31. März 2010    |     |                                                            |
| Cruzeiro EC      | 3:0 | Vélez Sársfield \| Mineirão                                |
| 6. April 2010    |     |                                                            |
| Deportivo Italia | 2:3 | CSD Colo-Colo \| Estadio Olímpico UCV                      |
| 15. April 2010   |     |                                                            |
| CSD Colo-Colo    | 1:1 | Cruzeiro EC \| Estadio Monumental (Santiago de Chile)      |
| Vélez Sársfield  | 4:0 | Deportivo Italia \| Estadio José Amalfitani                |

### Gruppe 8
| Pl. | Verein               | Sp. | S | U | N | Tore    | Diff. | Punkte |
| --- | -------------------- | --- | - | - | - | ------- | ----- | ------ |
| 1.  | Universidad de Chile | 6   | 3 | 3 | 0 | 010:600 | +4    | 12     |
| 2.  | CR Flamengo          | 6   | 3 | 1 | 2 | 011:900 | +2    | 10     |
| 3.  | Universidad Católica | 6   | 1 | 4 | 1 | 005:500 | ±0    | 07     |
| 4.  | FC Caracas           | 6   | 0 | 2 | 4 | 005:110 | −6    | 02     |

| 18. Februar 2010     |     |                                                                |
| Universidad de Chile | 1:0 | FC Caracas \| Estadio Sausalito                                |
| 24. Februar 2010     |     |                                                                |
| CR Flamengo          | 2:0 | Universidad Católica \| Maracanã                               |
| 9. März 2010         |     |                                                                |
| Universidad Católica | 2:2 | Universidad de Chile \| Estadio Francisco Sánchez Rumoroso     |
| 10. März 2010        |     |                                                                |
| FC Caracas           | 1:3 | CR Flamengo \| Estádio Olímpico UCV                            |
| 17. März 2010        |     |                                                                |
| FC Caracas           | 0:0 | Universidad Católica \| Estadio Olímpico UCV                   |
| Universidad de Chile | 2:1 | CR Flamengo \| Estadio Monumental (Santiago de Chile)          |
| 24. März 2010        |     |                                                                |
| Universidad Católica | 1:1 | FC Caracas \| Estadio San Carlos de Apoquindo                  |
| 8. April 2010        |     |                                                                |
| CR Flamengo          | 2:2 | Universidad de Chile \| Maracanã                               |
| 13. April 2010       |     |                                                                |
| FC Caracas           | 1:3 | Universidad de Chile \| Estádio Olímpico UCV                   |
| 14. April 2010       |     |                                                                |
| Universidad Católica | 2:0 | CR Flamengo \| Estadio San Carlos de Apoquindo                 |
| 21. April 2010       |     |                                                                |
| Universidad de Chile | 0:0 | Universidad Católica \| Estadio Monumental (Santiago de Chile) |
| CR Flamengo          | 3:2 | FC Caracas \| Maracanã                                         |

## Achtelfinale
Für das Achtelfinale qualifizierten sich die acht Gruppensieger und die sechs besten Gruppenzweiten, weil aus Mexiko zwei Teams direkt für das Achtelfinale qualifiziert waren, da sie sich 2009 aufgrund der Influenza-Pandemie zurückziehen mussten.
Die Spiele wurden nicht ausgelost, sondern über eine Setzliste bestimmt. An die acht Gruppensieger wurden entsprechend ihrer Rangfolge die Startnummern 1 bis 8 vergeben, der beste Gruppensieger erhielt also die 1, der zweitbeste Gruppensieger die 2 usw. Die acht Gruppenzweiten erhielten die Startnummern 9 bis 16. Im Achtelfinale spielten dann 1 – 16, 2 – 15, 3 – 14 …, also der beste Gruppenerste gegen den schlechtesten Gruppenzweiten usw. Guadalajara und San Luis erhielten die 13 und 14, welche sie im Vorjahr hatten, bevor sie sich aus dem Wettbewerb zurückziehen mussten.
| 1                                        | SC Corinthians          | 16 | +06 |
| 2                                        | FC São Paulo            | 13 | +07 |
| 3                                        | Estudiantes de La Plata | 13 | +06 |
| 4                                        | CA Vélez Sársfield      | 13 | +05 |
| 5                                        | Club Libertad           | 12 | +07 |
| 6                                        | SC Internacional        | 12 | +06 |
| 7                                        | Nacional Montevideo     | 12 | +05 |
| 8                                        | Universidad de Chile    | 12 | +04 |
| 9                                        | Alianza Lima            | 12 | +05 |
| 10                                       | Cruzeiro EC             | 11 | +06 |
| 11                                       | CA Banfield             | 11 | +05 |
| 12                                       | Once Caldas             | 11 | +03 |
| 13                                       | CD Guadalajara          | -  | -   |
| 14                                       | San Luis FC             | -  | -   |
| 15                                       | Universitario           | 10 | +03 |
| 16                                       | CR Flamengo             | 10 | +02 |
| Farblegende: Gruppensieger Gruppenzweite |                         |    |     |

|                | Gesamt          |                         | Hinspiel | Rückspiel |
| -------------- | --------------- | ----------------------- | -------- | --------- |
| San Luis FC    | 1:4             | Estudiantes de La Plata | 0:1      | 1:3       |
| CD Guadalajara | 3:2             | CA Vélez Sársfield      | 3:0      | 0:2       |
| Universitario  | 0:0 (1:3 i. E.) | FC São Paulo            | 0:0      | 0:0       |
| CA Banfield    | (a)3:3(a)       | SC Internacional        | 3:1      | 0:2       |
| CR Flamengo    | (a)2:2(a)       | SC Corinthians          | 1:0      | 1:2       |
| Cruzeiro EC    | 6:1             | Nacional Montevideo     | 3:1      | 3:0       |
| Alianza Lima   | 2:3             | Universidad de Chile    | 0:1      | 2:2       |
| Once Caldas    | 1:2             | Club Libertad           | 0:0      | 1:2       |

## Viertelfinale
|                  | Gesamt    |                         | Hinspiel | Rückspiel |
| ---------------- | --------- | ----------------------- | -------- | --------- |
| CR Flamengo      | (a)4:4(a) | Universidad de Chile    | 2:3      | 2:1       |
| Cruzeiro EC      | 0:4       | FC São Paulo            | 0:2      | 0:2       |
| SC Internacional | (a)2:2(a) | Estudiantes de La Plata | 1:0      | 1:2       |
| CD Guadalajara   | 3:2       | Club Libertad           | 3:0      | 0:2       |

## Halbfinale
|                  | Gesamt    |                      | Hinspiel | Rückspiel |
| ---------------- | --------- | -------------------- | -------- | --------- |
| CD Guadalajara   | 3:1       | Universidad de Chile | 1:1      | 2:0       |
| SC Internacional | (a)2:2(a) | FC São Paulo         | 1:0      | 1:2       |

## Finale

### Hinspiel
| Deportivo Guadalajara                                 | Deportivo Guadalajara | SC Internacional | SC Internacional | Aufstellung                                              |
| ----------------------------------------------------- | --- | --- | ---------------- | -------------------------------------------------------- |
| Deportivo Guadalajara                                 | \| 11. August 2010 in Zapopan, Mexiko (Estadio Omnilife) \| \| Ergebnis: 1:2 (1:0) \| \| Zuschauer: 30.870 \| \| Schiedsrichter: Héctor Baldassi ( Argentinien) \| | \| 11. August 2010 in Zapopan, Mexiko (Estadio Omnilife) \| \| Ergebnis: 1:2 (1:0) \| \| Zuschauer: 30.870 \| \| Schiedsrichter: Héctor Baldassi ( Argentinien) \|                                               | SC Internacional | Aufstellung Deportivo Guadalajara gegen SC Internacional |
| Deportivo Guadalajara                                 | Luis Ernesto Michel – Jonny Magallón, Héctor Reynoso , Mario de Luna, Miguel Ponce – Omar Arellano (70. Patricio Araujo), Xavier Báez (86. Ulises Dávila), Edgar Mejía, Marco Fabián (79. Dionicio Escalante) – Adolfo Bautista, Omar Bravo Cheftrainer: José Luis Real | Renan – Nei, Índio, Bolívar , Kléber – Sandro Raniere, Giuliano, Pablo Guiñazú, Andrés D’Alessandro – Taison (87. Wilson Mathías), Andrés D’Alessandro (35. Éverton), (72. Rafael Sóbis) Cheftrainer: Celso Roth | SC Internacional | Aufstellung Deportivo Guadalajara gegen SC Internacional |
| Deportivo Guadalajara                                 | 1:0 Adolfo Bautista (45.) | 1:1 Giuliano (73.) 1:2 Bolívar (76.) | SC Internacional | Aufstellung Deportivo Guadalajara gegen SC Internacional |
| Deportivo Guadalajara                                 | Marco Fabián (76.), Mario de Luna (90.+2') | Sandro (89.) | SC Internacional | Aufstellung Deportivo Guadalajara gegen SC Internacional |
| 11. August 2010 in Zapopan, Mexiko (Estadio Omnilife) | | |                  |                                                          |
| Ergebnis: 1:2 (1:0)                                   | | |                  |                                                          |
| Zuschauer: 30.870                                     | | |                  |                                                          |
| Schiedsrichter: Héctor Baldassi ( Argentinien)        | | |                  |                                                          |

### Rückspiel
| SC Internacional                                               | SC Internacional | Deportivo Guadalajara | Deportivo Guadalajara | Aufstellung                                              |
| -------------------------------------------------------------- | --- | --- | --------------------- | -------------------------------------------------------- |
| SC Internacional                                               | \| 18. August 2010 in Porto Alegre, Brasilien (Estádio Beira-Rio) \| \| Ergebnis: 3:2 (0:1) \| \| Zuschauer: 56.000 \| \| Schiedsrichter: Óscar Ruiz ( Kolumbien) \|                                      | \| 18. August 2010 in Porto Alegre, Brasilien (Estádio Beira-Rio) \| \| Ergebnis: 3:2 (0:1) \| \| Zuschauer: 56.000 \| \| Schiedsrichter: Óscar Ruiz ( Kolumbien) \|                                                                                   | Deportivo Guadalajara | Aufstellung SC Internacional gegen Deportivo Guadalajara |
| SC Internacional                                               | Renan – Kléber, Bolívar , Índio, Nei – Taison (66. Leandro Damião), Sandro Raniere, Pablo Guiñazú, Tinga (84. Wilson Mathías) – Andrés D’Alessandro – Rafael Sóbis (69. Giuliano) Cheftrainer: Celso Roth | Luis Ernesto Michel – Jonny Magallón, Mario de Luna, Héctor Reynoso , Miguel Ponce (79. Dionicio Escalante) – Omar Arellano, Xavier Báez (82. Michel Vázquez), Adolfo Bautista, Patricio Araujo, Marco Fabián – Omar Bravo Cheftrainer: José Luis Real | Deportivo Guadalajara | Aufstellung SC Internacional gegen Deportivo Guadalajara |
| SC Internacional                                               | 1:1 Rafael Sóbis (62.) 2:1 Leandro Damião (76.) 3:1 Giuliano (88.) | 0:1 Marco Fabián (43.) 3:2 Omar Bravo (90.) | Deportivo Guadalajara | Aufstellung SC Internacional gegen Deportivo Guadalajara |
| SC Internacional                                               | Bolívar (65.) | Mario de Luna (9.), Marco Fabián (19), Adolfo Bautista (45.) | Deportivo Guadalajara | Aufstellung SC Internacional gegen Deportivo Guadalajara |
| SC Internacional                                               | Omar Arellano (86.) | | Deportivo Guadalajara | Aufstellung SC Internacional gegen Deportivo Guadalajara |
| 18. August 2010 in Porto Alegre, Brasilien (Estádio Beira-Rio) | | |                       |                                                          |
| Ergebnis: 3:2 (0:1)                                            | | |                       |                                                          |
| Zuschauer: 56.000                                              | | |                       |                                                          |
| Schiedsrichter: Óscar Ruiz ( Kolumbien)                        | | |                       |                                                          |

## Beste Torschützen
| Rang | Spieler               | Klub                  | Tore |
| ---- | --------------------- | --------------------- | ---- |
| 1    | Thiago Ribeiro        | Cruzeiro EC           | 8    |
| 2    | José Carlos Fernández | Alianza Lima          | 7    |
|      | Kléber                | Cruzeiro EC           | 7    |
| 4    | Giuliano              | SC Internacional      | 6    |
|      | Luis Tejada           | Juan Aurich           | 6    |
| 6    | Omar Bravo            | Chivas de Guadalajara | 5    |
|      | Rodolfo Gamarra       | Club Libertad         | 5    |
|      | Mario Regueiro        | Nacional Montevideo   | 5    |
|      | James Rodríguez       | CA Banfield           | 5    |
|      | Washington            | FC São Paulo          | 5    |